# Маньї Кішш
Маньї Кішш (угор. Kiss Manyi; повне ім'я Маргіт Кішш угор. Kiss Margit; *12 березня 1911, Мадьярлона, Австро-Угорщина, нині Луна-де-Сус, Клуж, Румунія — †29 березня 1971, Будапешт) — угорська актриса театру і кіно. Майстерка комічних ролей, а також сценічного танцю.

## Біографія

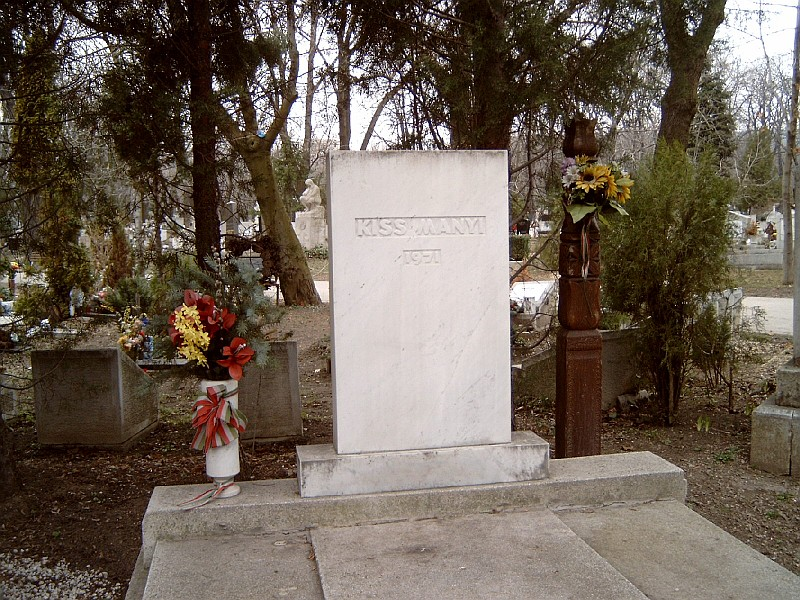
Могила Маньї Кішш на цвинтарі Фаркашреті в Будапешті

Походженням із Трансільванії. Грала на сценах багатьох угорських театрів: Мішкольца, Сегеда, Колошвара, з 1934 — в Будапешті (театр оперети), з 1949 — в театрі «Відамсіхаз», з 1951 — в «Вігсінхаз», з 1962 — в театрі ім. І. Мадача.
1936 дебютувала в кіно («Кафе „Москва“»), здійснила велику творчу мандрівку за кордон зі своїм чоловіком — італійським актором. Була постійною партнеркою актора Кальмана Латабара. Створила в кінематографі близько 100 ролей від другорядних комічних, до трагедійних. Найкращою драматичною роллю вважається стара селянка тітонька Ліна у фільмі Пала Зольнаі «Як біжать дерева».

## Театр
- «Приймальна кімната пані Клементини» Вдрзінского — Клементина
- «Дармоїди» Чікі — Ельза
- «Весілля з приданим» Д'яконова — Лукерія Похльобкіна
- «Три сестри» Чехова — Маша

## Фільмографія
- Ledér (Vörösmarty Mihály: Csongor és Tünde)
- Iluska (Kacsóh Pongrác: János vitéz)
- Clarisse (Huszka Jenő: Lili bárónő)
- Stázi (Kálmán Imre: Csárdáskirálynő)
- Manci (Heltai Jenő: A tündérlaki lányok)
- Marika (Remenyik Zsigmond: Az atyai ház)
- Colette (Eisemann Mihály: Fekete Péter)
- Vadász Frici (Eisemann Mihály: Én és a kisöcsém)
- Elza (Csiky Gergely: Ingyenélők)
- Olga (Csehov: Három nővér)
- címszerep (Brecht: Kurázsi mama)
- Beliza (Molière: A tudós nők)
- Edit (Goodrich-Hackett: Anna Frank naplója)
- Anna Andrejevna (Gogol: A revizor)
- Annus (Tabi László: Különleges világnap)
- Vinczéné (Sarkadi Imre: Oszlopos Simeon)
- Bodnárné (Németh László: Bodnárné)
- Miss Furnival (Shaffer: Black Comedy)
- özv. Mák Lajosné (Fejes Endre: Vonó Ignác)
- Myrtle (Thornton Wilder: A mi kis városunk)
- Stringl bárónő (Fejér István: Egy marék boldogság)
- Margarita Lvovna (Raszkin–Szlobodszkij: Filmcsillag)
- Gál Zsigáné (Urbán Ernő: Gál Anna diadala)

## Нагороди
- 1954 — Премія імені Марі Ясаі
- 1957 — Премія імені Кошута
- 1962 — Заслужена артистка УНР
- 1964 — Народна артистка УНР